# Saunders King
Saunders Samuel King (13 de marzo de 1909 – 31 de agosto de 2000) fue un músico estadounidense de R&B y blues. Nació en Caddo Parish, Lusiana, hijo de un predicador. A una temprana edad aprendió a tocar piano, banjo y ukulele, interesándose por la guitarra en 1938. A finales de la década de 1930 cantó en la radio con la Southern Harmony Four y decidió empezar a interpretar música blues. Publicó la canción "S.K. Blues" en 1942, composición que se convirtió en un éxito en los Estados Unidos. La canción incluía un sonido de blues tocado con guitarra eléctrica, convirtiéndose en una de las primeras grabaciones en la historia en adicionar dicho instrumento.
King quedó paralizado por un problema cerebral en 1999 y falleció al año siguiente en San Rafael, California, a los 91 años.